# Paranoia ou Mistificação?
Paranoia ou Mistificação? é como ficou conhecido um artigo, escrito por Monteiro Lobato, intitulado "A Propósito da Exposição Malfatti", publicado no jornal O Estado de S. Paulo em 20 de dezembro de 1917, provocando uma polêmica que terminou por afastar Monteiro Lobato dos modernistas brasileiros de 1922.
No artigo, Monteiro Lobato traz duras críticas à estética modernista, tendo como plano de fundo a exposição feita pela pintora Anita Malfatti, e apresenta assim um posicionamento antimodernista e em prol das artes de cunho classicista. Por tais posicionamentos e colocações, o texto hoje é considerado um exemplo da crítica conservadora.
O artigo 'Paranoia ou Mistificação?' também é um perfeito exemplo do que foi o movimento Pré-Modernismo, em que pensamentos conservadores e clássicos conviviam e divergiam com pensamentos modernistas. Ressaltando ainda que ele desempenhou papel importante ao instigar a criação da Semana de Arte Moderna.

## Contexto
Recém-chegada da Europa e dos Estados Unidos, onde foi estudar pintura, Anita Malfatti resolveu, com o apoio dos amigos, organizar a sua exposição de pintura moderna nos meses de dezembro de 1917 e janeiro de 1918. Ela e um grupo de vanguardistas de São Paulo acreditavam que havia chegado a hora de a arte no Brasil "abandonar os modelos tradicionais" e buscar "novos rumos". Naturalmente, no meio artístico paulistano, tal exposição provocou comentários contra e a favor. No entanto, um artigo do jornal “O Estado de São Paulo”, de autoria de Monteiro Lobato (que também era crítico de arte), chamou a atenção.
Vale ressaltar que Anita, como já mencionado, recém-chegada da Europa influenciada por movimentos europeus, trazia a pintura social do que vivenciava. Em suas obras existia toda uma tentativa de desconstrução do que se pensava por arte até o momento, com ideias estéticas originais em relação aos últimos movimentos literários, Parnasianismo e Simbolismo, que na atual conjuntura já estavam em declínio.
Para uma melhor compreensão desse período em que opiniões distintas permeavam o mundo cultural, faz-se necessário entender o contexto histórico, social e cultural em que se passava. Em pleno início do século XX, com I Guerra Mundial (1914-1918), Revolução Russa (1917), surgimento de diferentes movimentos (Expressionismo, Surrealismo, Dadaísmo, Futurismo, Cubismo, Fauvismo), esses tendo que conviver ainda com movimentos de cunho classicista. Assim, ainda se tentava entender o período pelo qual se passava. Por isso, divergiam pensamentos de propensão conservadora e moderna, como os de Anita Malfatti e os de Monteiro Lobato.

## Conteúdo
O artigo nos revela que, para Lobato, há duas espécies de artistas. Uma seria composta pelos que veem normalmente as coisas e em consequência disso fazem "arte pura", guardando os eternos ritmos da vida, e adotados para a concretização das emoções estéticas, os processos clássicos dos grandes mestres. Ele então cita alguns exemplos, como Praxíteles e Rembrandt. A outra espécie de artista – ainda segundo Lobato –  é "formada pelos que vêem anormalmente a natureza, e interpretam-na à luz de teorias efêmeras, sob a sugestão estrábica de escolas rebeldes, surgidas cá e lá como furúnculos da cultura excessiva. São produtos de cansaço e do sadismo de todos os períodos de decadência: são frutos de fins de estação, bichados ao nascedouro. Estrelas cadentes, brilham um instante, as mais das vezes com a luz de escândalo, e somem-se logo nas trevas do esquecimento". Para Lobato, nessa segunda espécie de artista é onde se encaixaria Anita Malfatti e, mais posteriormente, os  "modernistas de 22" no geral, afirmando que a "única diferença das telas de Anita daquelas feitas nos manicômios, como terapia, é que a dos loucos é arte sincera". Assim, o escritor trazia que as obras de cunho modernistas eram artes vindas de cérebros transtornados pelas mais estranhas psicoses, o que repercutiu no mundo cultural brasileiro.
Entretanto, este artigo também diz: "... Essa artista tem um talento vigoroso, fora do comum. Poucas vezes através de uma obra torcida para má direção, se notam tantas e tão preciosas qualidades latentes. (...) Entretanto, seduzida pelas teorias do que ela chama de 'arte moderna' (...) põe todo o seu talento a serviço da nova espécie de caricatura...". Argumentando que os movimentos "(...)futurismo, cubismo, impressionismo e tutti quanti não passam de outros tantos ramos da arte caricatural." (...) e que "a fisionomia de quem sai de uma dessas exposições é das mais sugestivas. Nenhuma impressão de prazer, ou de beleza, denunciam as caras; em todas, porém, se lê o desapontamento de quem está incerto, duvidoso de si próprio e dos outros, incapaz de raciocinar, e muito desconfiado de que o mistificam habilmente.

## Impacto
Anita Malfatti recebeu mal a crítica de Paranoia ou Mistificação?, quase entrou em depressão e parou de pintar. Um ano depois, decidida a ser mais convencional, foi tomar aulas de "natureza-morta" com Pedro Alexandrino Borges e se tornou amiga da pintora Tarsila do Amaral. Além disso – ou por causa disso –, o artigo é considerado o estopim da Semana de Arte Moderna de 1922.
A publicação desse artigo causou grandes divergências entre apoiadores das artes clássicas e defensores do modernismo. Artistas modernistas, como Mário de Andrade e Oswaldo de Andrade, se movimentaram em defesa e difusão do seu movimento no cenário cultural brasileiro. Assim, surgiu a ideia da realização da Semana de Arte Moderna.